# 赤崎站
赤崎站（日语：／ Akasaki eki */?）是一個位於岩手縣大船渡市赤崎町字普金，屬於岩手開發鐵道赤崎線的貨物站。

## 歷史
- 1957年（昭和32年）8月21日 - 作為貨物站開業。
- 2011年（平成23年）
  - 3月11日 - 東日本大地震，全壞。
  - 11月7日 - 再開。

## 車站結構
地面車站。太平洋水泥的專用線起卸石灰石的設備。
2層站舍由混凝土建造。

## 相鄰車站
岩手開發鐵道
赤崎線
盛－赤崎